# Torre degli Amieri
La Torre degli Amieri era un antico edificio del centro storico di Firenze, situata nella scomparsa piazza degli Amieri, tra le attuali piazza della Repubblica e via Pellicceria. Venne distrutta all'epoca del "Risanamento" della zona del Mercato Vecchio, nel 1889.

## Storia e descrizione
Gli Amieri si stabilirono in questa zona di Mercato Vecchio verso il XIII secolo, ed avevano qui una torre che affacciava sulla piazza poi detta appunto "degli Amieri", e un palazzo sulla piazza del Mercato, che dava le spalle sul lato settentrionale della loro piazzetta. Anticamente separate da vicoli e chiassi, queste proprietà vennero poi unite e i vicoli accecati, come quello detto degli Amieri che dalla piazzetta portava al Mercato Vecchio, e che separava anticamente il loro palazzo dalla torre dei Caponsacchi.
La torre in particolare era stato saccheggiata durante le lotte tra guelfi e ghibellini nel 1267,  ma nel 1280 tornò in possesso di Foglia degli Amieri, riammesso in città dopo l'esilio. la famiglia ebbe alterne vicende: nel 1292 vennero esclusi dalle cariche politiche per le riforme di Giano della Bella, nel 1326 fallì la loro banca, e a fine del Trecento si estinse la famiglia. A quegli stessi anni risalirebbe la vicenda di Ginevra degli Amieri che, creduta morta, si risvegliò e vagò una notte tra le case dei suoi familiari e quelle del suo sposo Agolanti, che la ripudiarono. Torre e palazzo sono registrati nel catasto del 1427 come appartenenti ad Alessandro di Filippo Borromei, la cui famiglia aveva altri possedimenti in questa zona fino a via dei Ferravecchi. Passarono poi ai Masi, che nel 1523 li lasciarono all'Arte dei Mercatanti. Nel 1703 la torre venne ristrutturata a spese dell'arte e concessa alla Congregazione di San Giovanni Battista, la quale vi appose un proprio pietrino con il Battista. 
L'alta torre, come ci tramandano le fotografie d'epoca, era un esempio ben conservato di edilizia del XIII secolo, con il paramento in pietra a vista (bozze regolari al pian terreno e più piccole ai piani superiori, dove diventavano filaretto), le finestre ad arco e le buche pontaie. Al piano terra, su piazza degli Amieri, si apriva un ampio portalead arco ribassato, usato come bottega. Una finestra rettangolare con grata, sopra il portale, rischiarava l'ambiente, e sopra di essa si trovava un tabernacolo con edicola in legno, contenente un rilievo forse in marmo o terracotta della Madonna col Bambino.
Ai tempi del "Risanamento" la torre era divisa in modesti quartieri abitativi. Palazzo e torre degli Amieri vennero demoliti tra l'agosto e il settembre 1889. Sul quel sito si trova oggi la metà meridionale di piazza della Repubblica.

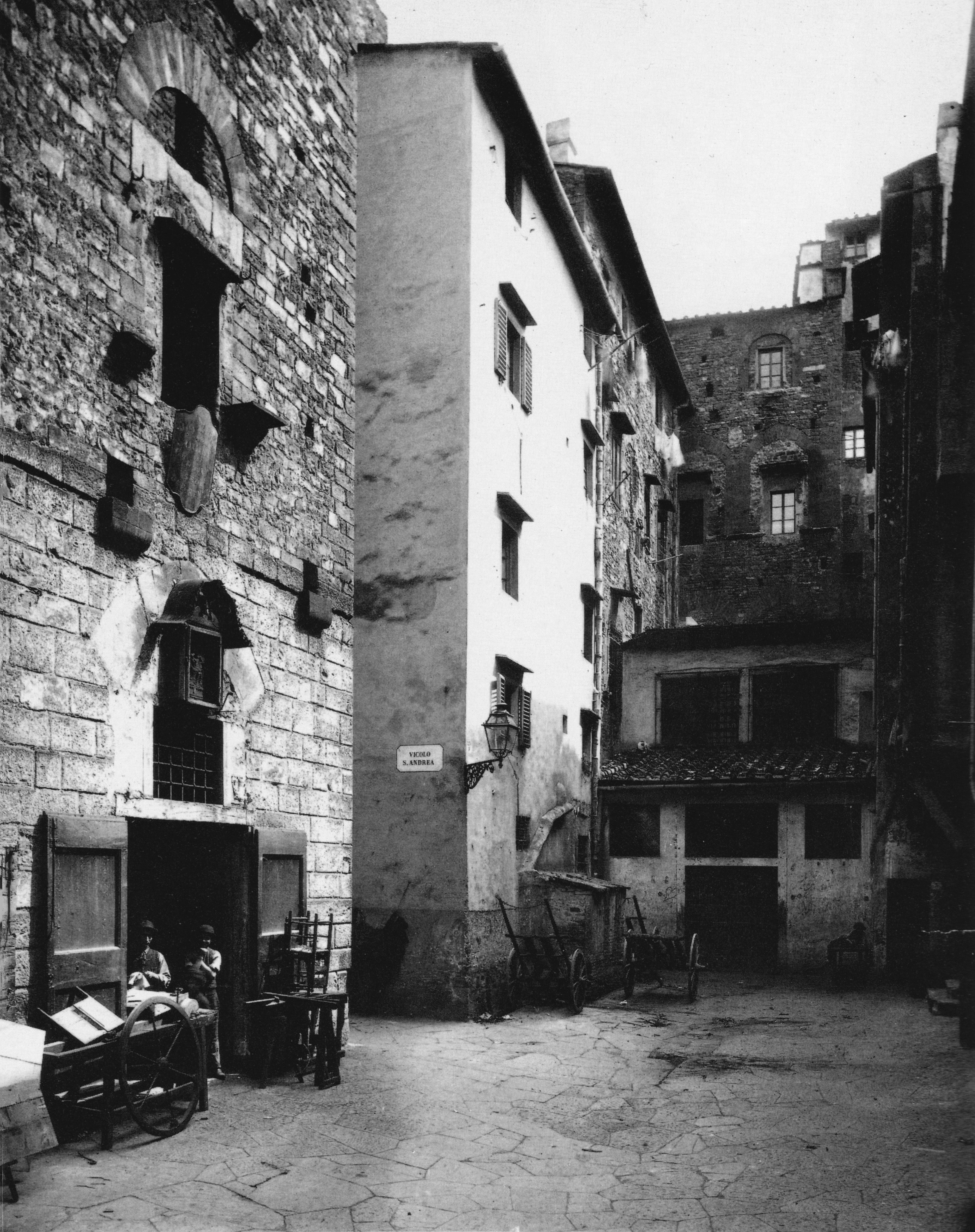
Torre degli Amieri (a sinistra) in piazza degli Amieri, poco prima delle demolizioni
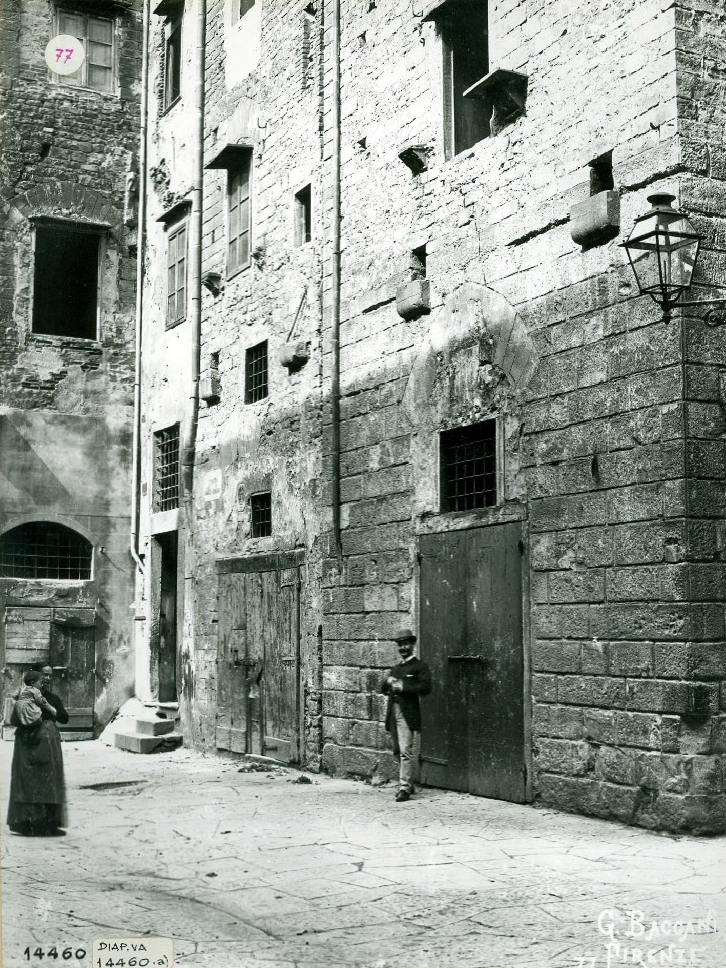
Torre degli Amieri e l'angolo nord-orientale di piazza degli Amieri